# سفارة بولندا في الدنمارك
سفارة بولندا في الدنمارك هي أرفع تمثيل دبلوماسي لدولة بولندا لدى الدنمارك. تقع السفارة في Gentofte Municipality ‏ وهي تهدف لتعزيز المصالح البولندية في الدنمارك.

## وصلات خارجية
- الموقع الرسمي
- قائمة سفارات بولندا
- قائمة السفارات في الدنمارك